# وینتر هال
وینتر هال (انگلیسی: Winter Hall؛ ‏ ۲۱ ژوئن ۱۸۷۲ – ۱۰ فوریهٔ ۱۹۴۷) بازیگر اهل نیوزیلند بود. وی بین سال‌های ۱۹۱۶ تا ۱۹۳۸ میلادی فعالیت می‌کرد.
از فیلم‌هایی که وی در آن نقش داشته‌است، می‌توان به قربانی، گم‌شده، اسرار، کیتی، جلوه عشق، گل ساعت، سواران، پنجه میمون، برت‌های خیابان ویمپول، کشیش قاضی، جنگ‌های صلیبی، شورش در بونتی، داستان دو شهر، ماری اسکاتلند، لویدز لندن، شهره شهر نیویورک، بن هور، دختر کولی، اگر پادشاه بودم، چهار مرد و یک نیت خیر و بهشت اشاره کرد.